# 劉健基

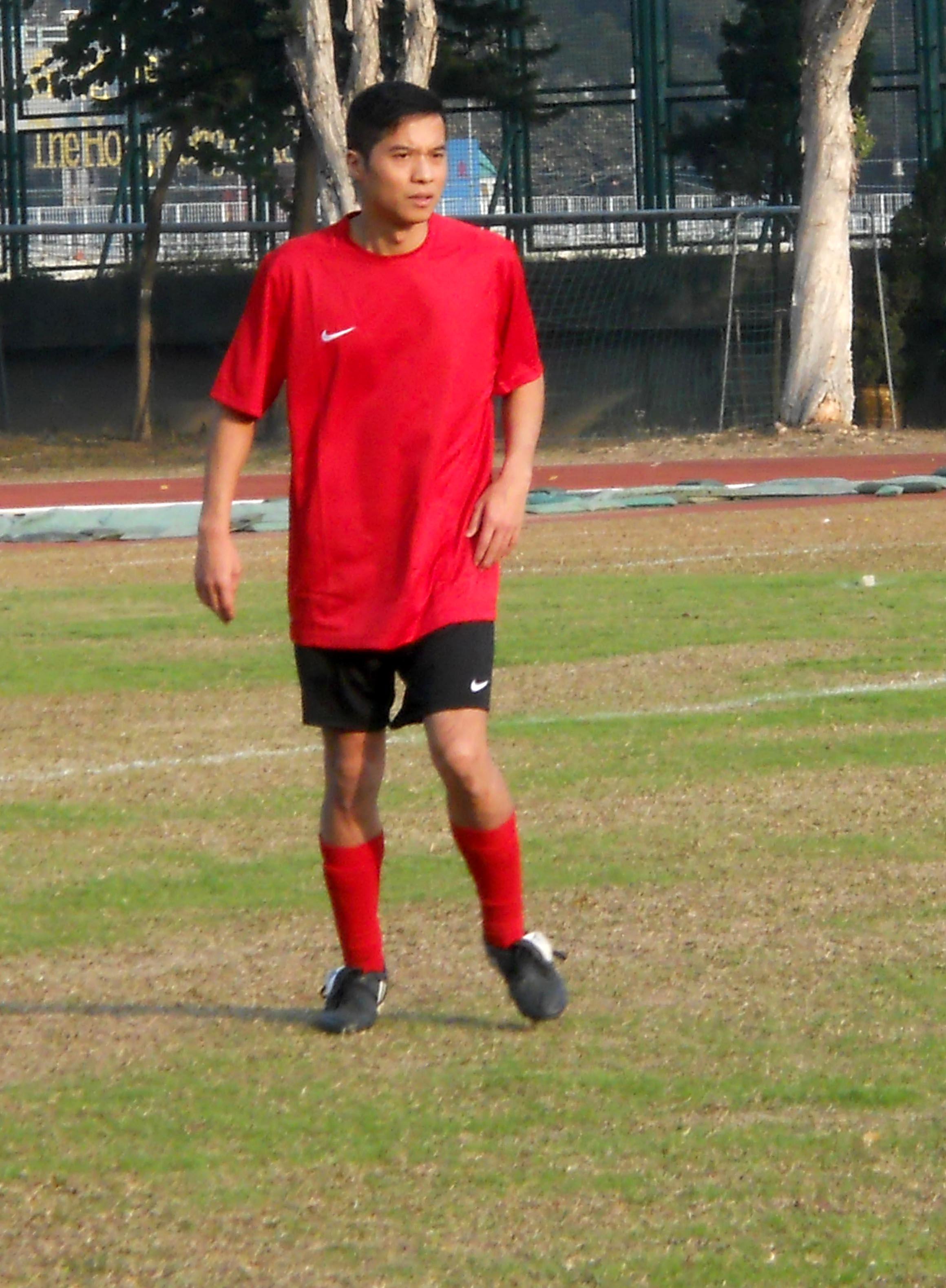
劉健基為香港足球評述員協會披甲上陣

劉健基（英語：Lau Kin Kee，？—），祖籍廣東台山，香港有線電視、HOY TV足球評述員、體育節目主持及製作人，早年曾於無綫電視工作，於2000年加入有線。曾任香港足球評述員協會主席。

## 簡歷
劉健基1990年代於大學新聞系畢業，於香港免費電視台無綫電視新聞部當實習記者，1995年起正式於該電視台體育科當記者、主持及策劃節目，在長壽體育節目《體育世界》任職五年，曾前往現場採訪1996年亞特蘭大奧運、1998年法國世界盃、2000年悉尼奧運等大型國際體育賽事。
2000年加盟收費電視台香港有線電視，以自由身形式擔任體育主持及足球評術員。後有線將體育節目外判化，劉健基與另一體育主持張志豪成立公司承辦節目的製作，節目包括《體壇打不死》、《高山低谷》等。多年來曾為有線電視主持不少大型國際體育賽事的播映節目，如2002年日韓世界盃、2008年北京奧運、2010年南非世界盃等。
亦曾為香港電台電視部主持《超青足球小將》。
2023年有線電視結業後，仍在同系免費電視頻道HOY TV擔任體育主持及評述員，包括2023年杭州亞運、2024年巴黎奧運等。
在足球賽事方面，劉健基主要評述意甲及歐聯賽事，有線時期曾經常與陳葦如合作評述意甲賽事（直至陳葦如轉投Now TV），亦曾客串評述西甲賽事。
劉健基曾任香港足球評述員協會主席。

## 電影演出
- 2011年：《算吧啦，老豆！》（客串）

## 個人生活
劉健基是基督徒。他有一名女兒，約於2014年出生。

## 外部連結
- 劉健基 FACEBOOK PAGE